# 리얼딕
리얼딕(영어: Realdic)은 샤프전자에서 생산하고 있는 전자사전 브랜드명이다. 기능에 따라 <리얼딕 수퍼에듀>, <리얼딕 에듀>, <리얼딕 스터디>로 분류된다. 모델명 표기는 RD-xxxx 형식으로 표기하는데, RD는 Realdic이라는 뜻이다.

## 리얼딕 수퍼에듀
- RD-PM1(DMB/8GB, Edu/8GB)
- RD-EM1(DMB/4GB or 8GB, Edu/4GB or 8GB)
- RD-CX310(30G HDD)
- RD-CX300(20G HDD)

## 리얼딕 에듀
- RD-CR3100
- RD-CR3000
- RD-CM1
- RD-CX200
- RD-CT40
- RD-EM20

## 리얼딕 스터디
- RD-CX150P
- RD-P1
- RD-5500MP